# Substitute Natural Gas
Substitute Natural Gas (meestal afgekort tot SNG, ook wel Synthetic Natural Gas) is een algemene term voor aardgasvervangers die worden geproduceerd door middel van chemische processen. Bij biologische processen spreekt men van biogas.
SNG kan van allerlei koolwaterstoffen worden gemaakt. In de regel gaat het dan om zware fracties uit de olieraffinage, steenkool of biomassa. Bij gebruik van biomassa noemt men het bio-SNG.
Productie van SNG vindt plaats via twee stappen die soms in meer of mindere mate worden geïntegreerd. In eerste instantie moet er synthesegas worden geproduceerd door vergassing van het uitgangsmateriaal. Het synthesegas bestaat uit een mengsel van koolstofmonoxide, koolstofdioxide, stoom en waterstof. Deze gassen bevinden zich in een evenwicht:
H2 + CO2 ↔ H2O + CO
Deze reactie wordt wel de water-gas-shift genoemd. Om de juiste koolstof/waterstofverhouding te krijgen kan extra stoom worden toegevoegd. 
Soms wordt in één stap een synthesegas geproduceerd wat al voor een groot deel uit methaan bestaat; men noemt het dan meestal 'productgas'. 
In de tweede stap wordt het methaan gevormd (methanisering):
CO + 3 H2 ↔ CH4 + H2O
en
CO2 + 4 H2 ↔ CH4 + 2 H2O
Dit proces is nauw verwant aan het Fischer-Tropsch proces alleen wordt in dit geval een hoog waterstofgehalte gehanteerd. Ook bij de productie van Fischer-Tropschbrandstoffen ontstaat een significant deel methaan via dit proces als nevenreactieproduct, wat kan worden opgewerkt tot SNG. Ook is het proces verwant aan reforming van aardgas, alleen streeft men er nu juist naar om het evenwicht zo veel mogelijk naar methaan te laten lopen, terwijl men bij reforming juist streeft naar de vorming van waterstof. Na productie moet het reactieproduct worden opgewerkt. Eventueel kan een deel van het reactieproduct worden teruggeleid om de opbrengst te verhogen.
De techniek van dit proces is nog in ontwikkeling, door onder meer ECN.